# Rodrigo y Gabriela (album)
Rodrigo y Gabriela – album studyjny meksykańskiego duetu gitarowego Rodrigo y Gabriela. Wydawnictwo ukazało się 19 lutego 2006 roku nakładem wytwórni muzycznej ATO Records. Na płycie znalazło się dziewięć utworów, w tym dwie interpretacje piosenek z repertuaru zespołów Led Zeppelin i Metallica. Nagrania zostały zarejestrowane w londyńskich Riverside Studios & Eden Studios.
Album dotarł do 98. miejsca listy Billboard 200 w Stanach Zjednoczonych.

## Lista utworów
Opracowano na podstawie materiału źródłowego.
| Nr | Tytuł utworu                       | Muzyka                                    | Długość |
| -- | ---------------------------------- | ----------------------------------------- | ------- |
| 1. | „Tamacun”                          | Rodrigo Sanchez, Gabriela Quintero        | 3:25    |
| 2. | „Diablo Rojo”                      | Rodrigo Sanchez, Gabriela Quintero        | 4:56    |
| 3. | „Vikingman”                        | Rodrigo Sanchez, Gabriela Quintero        | 4:03    |
| 4. | „Satori”                           | Rodrigo Sanchez, Gabriela Quintero        | 5:04    |
| 5. | „Ixtapa” (gościnnie: Roby Lakatos) | Rodrigo Sanchez, Gabriela Quintero        | 5:13    |
| 6. | „Stairway To Heaven”               | Jimmy Page, Robert Plant                  | 4:44    |
| 7. | „Orion”                            | Cliff Burton, James Hetfield, Lars Ulrich | 7:44    |
| 8. | „Juan Loco”                        | Rodrigo Sanchez, Gabriela Quintero        | 3:27    |
| 9. | „P.P.A.”                           | Rodrigo Sanchez, Gabriela Quintero        | 4:14    |
|    |                                    |                                           | 42:50   |

## Twórcy
Opracowano na podstawie materiału źródłowego.
| Rodrigo y Gabriela - Rodrigo Sanchez – gitara akustyczna, instrumenty perkusyjne, produkcja muzyczna - Gabriela Quintero – gitara akustyczna, instrumenty perkusyjne, produkcja muzyczna Dodatkowi muzycy - Roby Lakatos – gościnnie skrzypce |  | Inni - Rick Levy – inżynieria dźwięku - Tom Dalgety – inżynieria dźwięku - John Leckie – produkcja muzyczna - Robyn Robins – mastering - John Leckie – miksowanie - Krisjanis Berzins, Allan Maguire, Carlo Polli, Roger Woolman, Tina Korhonen – zdjęcia |

## Listy sprzedaży
| Lista                        | Kraj              | Pozycja |
| ---------------------------- | ----------------- | ------- |
| Billboard 200                | Stany Zjednoczone | 98      |
| Billboard Heatseekers Albums | Stany Zjednoczone | 3       |
| Billboard Independent Albums | Stany Zjednoczone | 11      |
| Billboard Digital Albums     | Stany Zjednoczone | 98      |
| Billboard World Albums       | Stany Zjednoczone | 1       |